# Cantó de Châlons-en-Champagne-4
El cantó de Châlons-en-Champagne-4 és un cantó francès del departament del Marne, situat al districte de Châlons-en-Champagne. Compta amb 1 municipi i part del de Châlons-en-Champagne.

## Municipis
- Châlons-en-Champagne (part)
- Saint-Memmie

## Història
| Data d'elecció                           | Identitat     | Partit                     | Qualitat |
| ---------------------------------------- | ------------- | -------------------------- | -------- |
| 1985-1992                                | Bernard Camès | UDF                        |          |
| 1992-1998                                | Marc Hamet    | Divers droite              |          |
| 1998-                                    | Pierre Faynot | Divers droite, després PCD |          |
| les dades anteriors no són pas conegudes |               |                            |          |
|                                          |               |                            |          |